# Elio Bramanti
Elio Bramanti (Forte dei Marmi, 15 novembre 1913 – Forte dei Marmi, 28 settembre 1998) è stato un calciatore italiano, di ruolo attaccante.

## Caratteristiche tecniche
Giocava come ala sinistra.

## Carriera
Dopo aver giocato nel Forte dei Marmi nella stagione 1931-1932 in Seconda Divisione, passa alla Massese, con cui gioca dal 1932 al 1935 segnando in totale 5 reti in 54 partite nel campionato di Prima Divisione, la terza serie dell'epoca. Torna poi al Forte dei Marmi per disputare la stagione 1935-1936, ancora in Prima Divisione. Passa quindi alla Carrarese, dove nella stagione 1936-1937 mette a segno 5 gol in 19 presenze in Serie C. Gioca in terza serie anche nella stagione 1937-1938, nella quale vince il campionato con i lombardi del Fanfulla, con cui non disputa però nessuna partita di campionato. Passa quindi al Rieti, dove nella stagione 1938-1939 realizza 4 gol in 16 partite in terza serie.
In seguito è tornato al Fanfulla, con cui ha giocato in Serie B: nella stagione 1939-1940 ha realizzato 5 gol in 31 presenze; è stato riconfermato anche per la stagione 1940-1941, nella quale ha realizzato 5 reti in 28 presenze in campionato. Nella stagione 1941-1942 va a giocare in Serie C alla Cremonese, con cui segna 14 gol in 34 presenze e vince il campionato, ottenendo così la promozione in Serie B, campionato in cui nella stagione 1942-1943 risulta il miglior marcatore stagionale dei grigiorossi con 8 centri in 26 presenze. Durante la Seconda guerra mondiale ha giocato per un periodo nella squadra della Polizia Militare, e dopo la fine del conflitto è tornato a vestire la maglia della Cremonese, con cui nella stagione 1945-1946 ha giocato 5 partite senza mai segnare nella Serie B-C Alta Italia, campionato in cui i grigiorossi hanno vinto il proprio girone mancando però la promozione in Serie A in seguito al girone finale.
A fine stagione Bramanti lascia Cremona per tornare alla Massese, con la cui maglia gioca tre campionati consecutivi in Serie C per un totale di 82 presenze e 17 gol nell'arco del triennio.
In carriera ha giocato complessivamente 85 partite in Serie B, nelle quali ha segnato 18 gol.

## Palmarès

### Club

#### Competizioni nazionali
- Serie C: 2

Fanfulla: 1937-1938
Cremonese: 1941-1942